# Nightmares of the Decomposed
Nightmares of the Decomposed är det amerikanska death metal-bandet Six Feet Unders trettonde studioalbum, utgivet i oktober 2020. Albumet släpptes som CD, LP och digital nedladdning.

## Låtlista
| Nr           | Titel                       | Längd |
| ------------ | --------------------------- | ----- |
| 1.           | Amputator                   | 3:43  |
| 2.           | Zodiac                      | 2:53  |
| 3.           | The Rotting                 | 3:15  |
| 4.           | Death Will Follow           | 2:51  |
| 5.           | Migraine                    | 4:20  |
| 6.           | The Noose                   | 4:29  |
| 7.           | Blood of the Zombie         | 3:21  |
| 8.           | Self Imposed Death Sentence | 3:02  |
| 9.           | Dead Girls Don't Scream     | 3:15  |
| 10.          | Drink Blood, Get High       | 4:25  |
| 11.          | Labyrinth of Insanity       | 4:19  |
| 12.          | Without Your Life           | 3:38  |
| Total längd: | Total längd:                | 43:31 |

## Medverkande
- Chris Barnes – sång
- Jack Owen – gitarr
- Ray Suhy – gitarr
- Jeff Hughell – basgitarr
- Marco Pitruzzella – trummor